# Nätverkshubb
För termen inom luftfart, se flygtrafiknav.

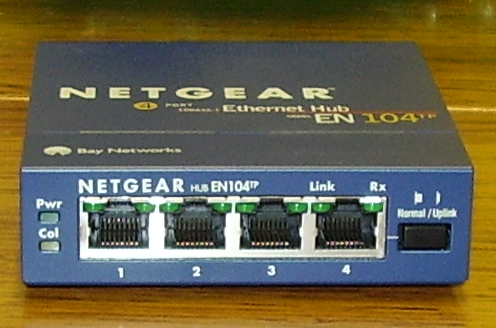
En 4-portars nätverkshubb.

Nätverkshubb (från engelskans hub, "[hjul]nav"), eller nätnav är i generella ordalag en central nod i ett datornätverk. I datornätverk är en nätverkshubb en enhet som slår ihop ett antal olika segment till ett enda stort segment. Vanligen avses hubbar för ethernet, men motsvarande enheter finns för andra typer av nät, såsom FDDI, Token Ring, USB, etc.
Hubbar för ethernet används vanligen som ett billigt sätt att ansluta ett antal datorer med varandra och Internet. Man kopplar ihop datorn till den separata enheten med en vanlig TP-kabel (Twisted Pair). Det är hubben som förmedlar all datatrafik till alla anslutna datorer, detta ger nackdelen att det totala flödet av data genom hubben är begränsat till mediets hastighet då all trafik ovillkorligt förmedlas till alla andra anslutna enheter. 
När prestanda är viktigare än pris används därför istället vanligen en switch för samma ändamål eftersom den mer effektivt fördelar nätverkstrafiken. Starkt förenklat kan man säga att en switch är en hub med "hjärna". Som beskrivs ovan skickas all datatrafik till alla anslutna datorer anslutna till hubben vilket innebär ett visst mått av "trafikkaos" eller kollisioner i datatrafiken. En del av datatrafiken måste sändas om förutom den onödiga trafiken av data i nätverket på grund av att all data skickas till alla anslutna datorer. En switch har ett visst mått av "intelligens" så att den håller rätt på vilken datatrafik som skall skickas till respektive nätverksuttag. Idag har priset på enkla switchar sjunkit så lågt att hubbar i nyinstallationer enbart används då man av ena eller andra orsaken vill ha hubbens karakteristik på datadistributionen.